# Brillecourt
Brillecourt település Franciaországban, Aube megyében. Lakosainak száma 87 fő (2022. január 1.). Brillecourt Aulnay, Coclois, Dommartin-le-Coq, Jasseines, Magnicourt és Verricourt községekkel határos.

## Népesség
A település népességének változása:
| Lakosok száma | 112  | 82   | 77   | 86   | 98   | 96   | 89   | 85   | 84   | 87   |
|               | 1968 | 1982 | 1990 | 2006 | 2013 | 2015 | 2017 | 2019 | 2020 | 2022 |